# Крыжановский, Павел Андреевич
Павел Андреевич Крыжановский (1831 — 26 ноября 1919, Петроград) — русский генерал, участник Крымской войны.

## Биография
Сын Андрея Константиновича Крыжановского от его брака с Марией Павловной Безак. По отцу племянник М. К. Крыжановского, по матери внук П. Х. Безака. Образование получил в артиллерийском училище и в офицерских классах при нём; произведён в прапорщики артиллерии 8 августа 1850 г.
В 1855 г. командирован в управление начальника артиллерии Крымской армии и принял участие в обороне Севастополя, во время сражения на Чёрной речке контужен ядром в грудь и за боевые отличия награждён орденом св. Анны 4-й степени и чином штабс-капитана.
В 1857 г. Крыжановский был прикомандирован к артиллерийскому отделению Военно-учёного комитета и назначен помощником редактора «Артиллерийского журнала», а в 1858 г. — и редактором его. В 1861 г. Крыжановский был переведён в Лейб-гвардии Конную артиллерию и назначен заведующим Вознесенским учебным полигоном; в 1863 г. прикомандирован к 1-му военному Павловскому училищу и в 1865 г. назначен инспектором классов его; в 1866 г. произведён в полковники, в 1874 г. награждён орденом св. Владимира 3-й степени, 1 января 1876 г. произведён в генерал-майоры, в 1878 г. прикомандирован к Главному артиллерийскому управлению; в 1881 г. назначен командиром Выборгской крепостной артиллерии, в 1883 г. награждается орденом св. Станислава 1-й степени, в 1885 г. — орденом св. Анны 1-й степени, в 1887 г. — инспектором крепостной артиллерии и членом комиссии по вооружению крепостей; в 1888 г. произведён в генерал-лейтенанты, в 1890 г. назначен помощником начальника Главного артиллерийского управления, в 1897 г. — членом военного совета и в 1900 г. произведён в генералы от артиллерии.
Крыжановский состоял членом многих комиссий, в том числе комиссии по перевооружению армии и следственной комиссии о сдаче крепости Порт-Артур японцам. Крыжановский состоял почетным членом конференции Михайловской артиллерийской академии. Его перу принадлежат статьи: «Несколько мыслей об основных началах крепостной войны» («Русский инвалид», 1890 г., № 263) и «Воспоминания о П. С. Ванновском» («Исторический вестник», 1910 г.).
Скончался в Петрограде, погребен на кладбище Александро-Невской лавры.
Его брат, Николай Андреевич, был Оренбургским генерал-губернатором.